# Hansakorset
Hansakorset var en tysk utmärkelse som instiftades 1915 och utdelades av de tre hansastäderna Bremen, Hamburg och Lübeck. Mottagare var personer som gjort särskilda insatser under första världskriget.